# Problemas ambientales de Argentina
Los principales problemas ambientales de Argentina son la contaminación producida por la mala gestión de residuos; la deforestación y la desertificación, producidas por la mala gestión de tierras agrícolas; y la aplicación indiscriminada de plaguicidas, que afecta tanto la biodiversidad de Argentina como a su población.

## Contaminación

### Residuos sólidos urbanos

#### Basurales a cielo abierto
En Argentina existen alrededor 5000 basurales a cielo abierto, con un promedio de dos por municipio. Los vertederos son un área de contaminación del suelo, contaminación del agua y contaminación del aire, debido a que generan gases tóxicos y líquido lixiviado. Las condiciones de los basurales pueden provocar daños a la salud humana de distinta índole y gravedad.

### Contaminación del aire
La Organización Mundial de la Salud calcula que unas 9.756 personas mueren al año en la Argentina por enfermedades relacionadas con la calidad del aire ambiental. La principales causas de la contaminación son el trasporte y la deforestación. La deforestación también contribuye a la contaminación del aire. Entre 2002-2013 el promedio de emisiones anuales brutas por deforestación fue de 101.141.848 de toneladas de CO2 equivalente (tCO2e), y en 2017 se calculaba que la deforestación había aportado, junto con la agricultura, el 44% de las emisiones totales del país.

### Contaminación del agua
La contaminación del agua por plástico, el vertido de desechos industriales y pesticidas es uno de los principales problemas que afectan a las poblaciones y al ambiente de Argentina.

#### Contaminación por plástico
Se han detectado niveles crecientes de microplásticos de origen secundario, es decir que corresponden a objetos de plástico más grandes, como bolsas, botellas de plástico y telgopor, en distintos ríos de Argentina e incluso en el mar argentino.

#### Contaminación en el Río Matanza-Riachuelo
Según el Plan Integral de Saneamiento de la Cuenca Matanza Riachuelo (PISA, 2010), la contaminación del río proviene de tres fuentes principales: 
a) la actividad industrial y de otros establecimientos productivos sin tratamiento adecuado de sus efluentes; 
b) los líquidos cloacales producidos por viviendas sin conexión a una red de saneamiento, y 
c) los residuos sólidos urbanos de origen domiciliario.
Estos procesos afectan al curso principal del río a través de los líquidos contaminados aportados por actividades realizadas en sus inmediaciones, pero también en las inmediaciones de las decenas de arroyos, cloacas y pluviales que desembocan en el curso principal del río, con su propia carga de contaminantes.

#### Derrame de petróleo en Magdalena
El mayor derrame de petróleo en agua dulce, se produjo a las 14:30 del 15 de enero de 1999, en Magdalena, provincia de Buenos Aires, Argentina. El barco "Sea Paraná", de bandera alemana, impactó contra el buque “Estrella Pampeana” de la empresa Shell (con bandera liberiana) que transportaba unos 31.500 m³ de petróleo, derramando crudo a 20 km de la costa. Se derramaron más de 5.400.000 litros de petróleo en el agua dulce del Río de la Plata.
En 2002 el municipio de Magdalena demandó por casi 35 millones de dólares a la empresa Shell por daños ecológicos en las costas y aguas del distrito. A cambio del cierre de la causa y desconocer su responsabilidad, Shell ofreció casi 10 millones de dólares y ayuda al desarrollo de Magdalena. Este convenio se llevó a un plebiscito el 24 de mayo de 2009, en el que votó el 30% de la población habilitada, aprobándose el convenio con Shell. La aprobación del convenio posteriormente ocasionó conflictos entre la empresa y el país.[cita requerida]

## Agroindustria
La agroindustria y el proceso de sojización experimentado desde finales de la década de los '90 es uno de los principales conflictos ambientales en Argentina. El cultivo de soja toma las características de monocultivo, exige la limpieza de grandes hectáreas de bosque nativo de Argentina y requiere de grandes cantidades de agroquímicos (plaguicidas y fertilizantes), los cuales se aplican de manera indiscriminada y en muchas ocasiones sin cumplir las regulaciones vigentes.

### Agroquímicos
Los agroquímicos en Argentina se refiere a la regulación, producción, comercialización, uso y aplicación de agroquímicos en Argentina, es decir, todos aquellos productos químicos utilizados en la agricultura, como plaguicidas, herbicidas, fungicidas y fertilizantes. Quienes se oponen a la aplicación de estos productos suelen llamarlos "agrotóxicos", pero la palabra contiene una fuerte carga subjetiva y carece de una definición técnica precisa.
Los agroquímicos en Argentina tienen diferentes usos agrícolas, domésticos, de salud pública y de mantenimiento de parques, jardines y cursos de agua. Sin embargo, el grueso de los agroquímicos se utilizan en la producción agrícola, incluyendo los cultivos de frutas y hortalizas para el consumo en el mercado interno y de exportación, pero también en cultivos propios de la agroindustria como la soja.   
Argentina es parte de cuatro convenios internacionales que regulan la producción, comercialización, producción y uso de sustancias tóxicas, incluyendo agroquímicos. Sin embargo, la regulación de plaguicidas en Argentina está dispersa en diferentes leyes nacionales y provinciales y decretos de diferentes órganos administrativos y municipios, pero no existe una ley unificada que establezca presupuestos mínimos ambientales para la aplicación de agroquímicos.
En el 2018, Argentina gastó más de USD 229 millones de dólares en la compra de plaguicidas, de los cuales el 47% correspondía a plaguicidas altamente peligrosos (clase I a y I b según la OMS). Argentina además es uno de los países con una de las mayores tasas de aplicación de plaguicidas a nivel mundial, con 10 litros de plaguicidas aplicados por habitante por año.

## Pérdida de biodiversidad

### Especies amenazadas
Según un informe de 2006 emitido por la Unión Internacional para la Conservación de la Naturaleza y los Recursos Naturales (UICN), las especies amenazadas incluían 32 tipos de mamíferos, 55 especies de aves, 5 tipos de reptiles, 30 especies de anfibios, 12 especies de peces y 42 especies de plantas. Las especies en peligro de extinción en Argentina incluyen el canquén colorado, el ciervo de los pantanos, el huemul, el yaguareté, el guacamayo glauco (funcionalmente extinto), el caimán de nariz ancha, el guacamayo verde y el cocodrilo americano.

### Deforestación
La deforestación en Argentina es una de las principales causas de degradación de ambientes, aumento de inundaciones y de pérdida de biodiversidad. Según estimaciones de la FAO, la tasa de deforestación en Argentina es de un 0.8 % de deforestación anual, una de las más altas de América del Sur.Las prácticas de estos sectores no incluyen técnicas de conservación y regeneración, por lo que su estrategia es talar y deforestar hasta agotar el recurso.
La tasa de deforestación es actualmente de un promedio de 1.1 millones de hectáreas anuales. El 80 % de la deforestación en Argentina se concentra en cuatro provincias: Santiago del Estero, Salta, Formosa y Chaco. La región chaqueña es la más afectada por la deforestación y Santiago del Estero es la provincia argentina donde más se ha deforestado. Durante 2020, a pesar de la pandemia por el coronavirus, la tasa de deforestación aumentó con respecto al 2019.

### Proyecto de Ley de Humedales
El proyecto de ley de Humedales es una propuesta de legislación nacional de Argentina para la regulación, protección y conservación de los humedales. Argentina tiene 23 Sitios Ramsar de importancia internacional, y se estima que los humedales cubren aproximadamente el 20% del territorio nacional. Desde el año 2013 se han presentado diferentes proyectos de ley por diferentes fuerzas políticas, pero todos perdieron estado parlamentario.
Durante 2020, la ola de incendios en Argentina y la reacción ciudadana impulsaron el debate y la actividad parlamentaria para aprobar una Ley de Humedales. Si bien se llegó a un dictamen unificado, finalmente el Poder Ejecutivo excluyó el tratamiento de la ley en la agenda de sesiones extraordinarias del Congreso. Esto ocasionó que el proyecto perdiera estado parlamentario a fines de 2021.
En 2022, los sectores de la sociedad civil interesados en el tema continuaron exigiendo la aprobación de una ley de humedales. Una nueva ola de incendios forestales, particularmente en Corrientes y Santa Fe, reavivaron el debate a nivel nacional. Varios diputados y senadores presentaron nuevos proyectos. El diputado Leonardo Grosso presentó el mismo proyecto de ley en 2022 que había sido presentado anteriormente, enfatizando el largo proceso de redacción y consenso que siguió la propuesta parlamentaria. En julio de 2022, El Consejo Federal de Medio Ambiente (COFEMA) elaboró un proyecto propio que tomó como base lo que se había discutido en el Congreso previamente durante 2020. Varias organizaciones criticaron el proyecto por realizar cambios en la definición de humedales, el recorte de derechos en materia de acceso a la información pública y cambios en el sistema de sanciones y moratorias. Como aspecto positivo, se destaca el trabajo conjunto con todas las provincias para consensuar el proyecto. Finalmente, en agosto de 2022 el proyecto de Grosso fue girado a las comisiones parlamentarias para su discusión.
Quienes se oponen a la regulación argumentan que los distintos proyectos de ley afectarán o impedirán actividades agropecuarias, lo que a su vez generará impactos negativos en la generación de empleo y exportaciones.

## Minería
La minería a cielo abierto es uno de los principales conflictos ambientales de Argentina.

### Minería a cielo abierto en Veladero
La mina es objeto de una controversia en la opinión pública de la región y del país. El proyecto ha sido criticado en varias ocasiones por la contaminación del medio ambiente, pero también por el excesivo consumo de agua y la gran cantidad de espacio utilizado para su desarrollo.
Su emplazamiento de alta montaña y con afectación de glaciares implica un riesgo potencial innegable por cuanto esa ubicación coincide con las fuentes de agua potable del valle inferior.

### Minería a cielo abierto en Bajo de la Alumbrera
La etapa de explotación del yacimiento se inició en el año 1997. En el año 1999 un investigador del Instituto Miguel Lillo de Tucumán denunció "la presunta contaminación detectada en la localidad de Ranchillos, ubicada en el este tucumano, como consecuencia del vertido de efluentes provenientes de la planta de secado de la empresa." Las dificultades en la recolección de pruebas y realización de estudios demoraron las acciones legales. En el año 2003, el máximo responsable de la empresa minera fue indagado por la justicia luego de la incorporación a la causa de un informe donde se confirmaba la "contaminación con cobre y cromo cien y diez veces por sobre lo autorizado por la ley nacional" en las muestras de agua analizadas.
En el año 2002 fue denunciado el gobernador catamarqueño por la UCR Oscar Castillo por avalar un convenio para que la minera no pagase regalías mineras adeudadas por 3.5 millones de pesos/dólares.
En el año 2004, un grupo de pobladores de la cuenca del río Vis-Vis, a 2 km de la mina, demandaron a Minera Alumbrera por contaminación, por haber derramado desechos tóxicos a dicho río, sin filtración adecuada, y por lo tanto se vieron perjudicados en su actividad de tal manera que tuvieron que dejar el lugar, razón por la que exigieron el pago de una indemnización. En 2017 la justicia falló en contra de la empresa minera por considerarla responsable del daño ambiental y de las consecuencias sociales derivadas.
En 2006 hubo otra denuncia debido a defectos en el mineraloducto que provocaban contaminación en ríos cerca de la localidad de Aconquija. Esto fue comprobado por la Secretaría de Ambiente de la Nación Argentina en marzo del 2007. A principios de octubre de 2007 la compañía finalmente respondió a las demandas y construyó piletones con el fin de evitar nuevas contaminaciones.
A fines del año 2009, el Dr. Raúl A. Montenegro remitió a los rectores de universidades nacionales y otras autoridades de las casas de altos estudios el trabajo de su autoría titulado "El impacto ambiental y social de minera Alumbrera sobre cinco provincias de Argentina. Antecedentes de violación a normativa vigente y derechos humanos por parte de Alumbrera Limited y sus gerenciadoras (Xstrata Copper, Goldcorp Inc y Yamana Gold). Pedido de rechazo de los fondos procedentes de YMAD destinados a universidades nacionales. Documento para las universidades públicas", con el objetivo de impulsar la discusión académica sobre la problemática de la megaminería y promover que las casas de altos estudios declinaran la aceptación de fondos en carácter de donación provenientes de las empresas mineras.
En mayo del año 2012 se produjeron una serie de incidentes cuando grupos de pobladores y otras personas preocupadas por cuestiones ambientales realizaban cortes de ruta, en el intento de impedir el ingreso de suministros mineros.
En agosto de 2013, el Instituto de Ecología Genética y Evolución de Buenos Aires (IEGEBA) –dependiente del CONICET y la Universidad de Buenos Aires— publicó un trabajo en el que se informaba sobre la contaminación con cobre encontrada en las muestras de agua del canal DP2, en Tucumán, que desemboca en la cuenca del río Salí o Dulce. Los expertos señalaron que “Los efectos negativos del cobre para la salud pública (gastrointestinales) son probables a largo plazo dado la capacidad de este metal de bioacumularse tanto en peces como humanos que consumen la fauna acuática”. En cuanto a las acciones llevadas a cabo por la empresa, el informe afirma que “denotan una gran negligencia en el tratamiento de efluentes”.

### Yacimiento petrolífero Vaca Muerta
Vaca Muerta ha recibido críticas debido a la contaminación producida por la técnica de fracking. Según el periodista Matías del Pozzi, del diario Río Negro, se producen más de dos derrames por día en la cuenca neuquina, lo que en cuatro años asciende a un total de 3368 derrames. La Secretaría de Ambiente de Neuquén, por su parte, ha contabilizado un total de 934 hechos de contaminación en los primeros 10 meses de 2018, 703 en 2017, 868 en 2016 y 863 en 2015. En octubre de 2018 se produjo uno de los mayores derrames de petróleo de la breve historia de Vaca Muerta en un área de entre 40 y 80 hectáreas cerca de Añelo, en un pozo propiedad de YPF y Schlumberger.
Un relevamiento del Enlace por la Justicia Energética y Socioambiental (integrado por Opsur y Taller Ecologista) mostró que entre marzo de 2014 y enero de 2018 hubo al menos catorce episodios de contaminación o problemas de seguridad: explosión de pozos, incendios con llamas de hasta 15 metros de altura, derrames en zonas de producción de peras, roturas de canales de riego y 240 mil litros de agua tóxica derramada sobre chacras, entre otros.